# Shay Lia
Shanice Dileita Mohamed, connue sous le nom de Shay Lia, née en 1993 à Toulouse, est une musicienne franco-djiboutienne basée à Montréal, au Québec. 

## Biographie
Née en France et élevée à Djibouti, Shanice s'est installée à Montréal en 2012 pour étudier la communication à l'UQAM. Elle est la fille de Dileita Mohamed Dileita, ancien Premier Ministre de Djibouti et actuel président de l'Assemblée nationale.
Pendant son séjour universitaire à Montréal, elle poste plusieurs vidéos ou elle chante diverses chansons sur ses réseaux sociaux, dont l'une a attiré l'attention de Kaytranada et les a amenés à collaborer ensemble, notamment sur la chanson Leave Me Alone de l'album 99.9% en 2016 et sur son single Chances en 2018, pour lequel il reçoivent une nomination pour le Prix de la chanson de la SOCAN, en 2019.
En 2013, lors d'un set boiler room de Kaytranada, à Montréal, on l'aperçoit danser aux côtés de l'artiste, ce qui lui vaudra par la suite le surnom de boiler room girl, en référence a ses danses .
Elle sort son premier EP, Dangerous, en 2019 qui sera fera partie des albums recommandés du Prix de musique Polaris 2019.

## Discographie

### Singles
- 3 Months
- What's Your Problem?
- Cherish
- Funky Thang
- The Cycle
- Feels
- All Up To You
- Love Me, Love Me Not
- Irrational (feat. Adekunle Gold)
- TAKUTÁ
- SOLO
- UPSIDE DOWN
- ON THE LOW
- Hold Me Down (feat. Kah-Lo)

### Collaborations
- Leave Me Alone (Kaytranada feat. Shay Lia)
- Chances (Kaytranada feat. Shay Lia)